# Menispina evidens
Menispina evidens es la especie tipo del género de plantas fósiles Menispina, perteneciente a la familia de plantas Menispermaceae. Este género comparte caracteres con tres clados existentes no relacionados dentro de las Menispermaceae: Sinomenium, Menispermum y Pericampylus. Es similar al clado Sinomenium-Menispermum al compartir endocarpios en forma de herradura, longitud significativamente menor que 10 mm, pared delgada del endocarpio (<1 mm) y la falta de protuberancias internas del lóculo; sin embargo, los géneros existentes difieren en la presencia de un canal de vasculatura en las crestas laterales, la ausencia o el desarrollo deficiente de las espinas dorsales y las costillas del lóculo discretas. Por otro lado, se asemeja al género existente Pericampylus en tener endocarpios con miembros de igual longitud, esculturas basales, un endocarpio en forma de herradura, longitud significativamente menor a 10 mm, una pared delgada de endocarpio (<1 mm), costillas conspicuas del lóculo, una muesca ventral recta y falta de protuberancias internas del lóculo; sin embargo, Pericampylus se diferencia de Menispina por tener dos crestas dorsales y laterales en cada lado del endocarpio, y en presencia de espinas muy gruesas.

## Etimología
Menispinia deriva de la palabra griega Meniskos para la forma de media luna y la palabra latina espina para columna vertebral. El epíteto específico de la especie tipo, evidens, significa evidente, se refiere a la espina dorsal conspicua del epicarpio.

## Distribución
Menispinia evidens solo se conoce a partir de la Formación Bogotá del Paleoceno medio-tardío en la Cordillera Oriental de Colombia.

## Paleoclima y ambiente
Menispina evidens vivió en las selvas tropicales del norte de Suramérica en el Paleoceno medio tardío. La formación de Bogotá consiste en una secuencia de paleosuelos y areniscas intercaladas que representan ambientes fluviales de tierras bajas bien drenados, que se asemejan a las selvas tropicales de tierra firme del Amazonas observadas hoy.